# Taragot
Een taragot of tárogató is een houten enkelriet blaasinstrument dat het uiterlijk heeft van een klarinet. De klank lijkt echter veel meer op die van een sopraansaxofoon. De naam van het instrument is oorspronkelijk afkomstig uit het Hongaars (tárogató). 'Taragot' is de Roemeense variant.
Evenals de saxofoon heeft de taragot een conische boring - in tegenstelling tot de klarinet die een cilindrische boring heeft. Dit heeft tot gevolg dat de taragot en saxofoon overblazen naar het octaaf, terwijl klarinet overblaast naar het duodecime (octaaf+kwint).

## Geschiedenis
Van de 15e tot in de 18e eeuw was een tárogató een dubbelriet-instrument, zonder kleppen, dat wegens zijn rauwe toon in het leger werd gebruikt om geluidssignalen te geven. Nadat het tijdens Rákóczi's Opstand was gebruikt, werd het instrument door de Habsburgse monarchie verboden.
Na de Hongaarse Revolutie van 1848 werd geprobeerd van de tárogató een nationaal symbool te maken. Tegen 1890 werd door de Hongaarse instrumentbouwer Vencel József Schunda het huidige instrument bedacht; met een enkelriet en kleppen. Het werd in 1897 verbeterd door János Stowasser.

## Gebruik
De tárogató wordt voornamelijk in Hongaarse en Roemeense volksmuziek gebruikt. Het instrument is soms te horen in de herderssolo van Tristan und Isolde.

## Afbeeldingen

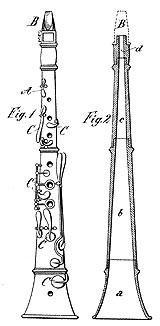
tárogató, door Schunda
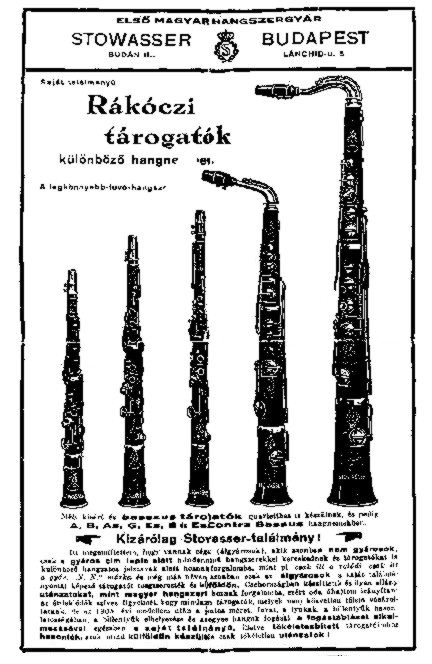
advertentie voor tárogató-familie door Stowasser